# Mykola Byčok
Mykola Byčok (Микола Бичок; Ternopil', 13 febbraio 1980) è un cardinale e vescovo cattolico ucraino, dal 15 gennaio 2020 eparca dei Santi Pietro e Paolo di Melbourne degli ucraini.

## Biografia
Mykola Byčok è nato il 13 febbraio 1980 a Ternopil', capoluogo di oblast' e sede arcieparchiale, nella parte centro-occidentale dell'Ucraina; la sua famiglia, formata dai genitori Hanna e Petro e dal fratello minore Paul, appartiene alla Chiesa greco-cattolica ucraina, una minoranza cristiana di rito bizantino separatasi dalla Chiesa ortodossa per rientrare in comunione con la Santa Sede nel 1595 e fortemente perseguitata all'epoca della RSS, durante la sua giovinezza.

### Formazione
Ha ricevuto l'istruzione primaria e quella secondaria presso la scuola nº 14 della sua città natale, che ha frequentato dal 1987 al 1997; al contempo frequentava la parrocchia gestita dai padri redentoristi, facendo il ministrante e partecipando a ritiri spirituali in vari monasteri, dove il suo primo insegnante è stato padre Mychajlo Ševčyšyn. Aiutato nel discernimento da padre Volodymyr Vons, all'età di quindici anni ha scelto di seguire la vocazione al sacerdozio e, dopo aver conseguito il diploma, è entrato nella Congregazione del Santissimo Redentore il 12 luglio 1997.
Ha emesso i primi voti il 18 agosto 1998 nel villaggio di Kochavyno, nell'oblast' di Leopoli, e poco dopo si è iscritto all'Istituto spirituale superiore Mykola Čarneckyj, dove ha studiato per tre anni. Nel 2001 si è trasferito in Polonia per frequentare il Seminario redentorista di Tuchiv, conseguendo tre anni dopo la laurea magistrale con una tesi intitolata "Lavoro con i gruppi giovanili nelle parrocchie greco-cattoliche in Ucraina"; nel frattempo, il 17 agosto 2003 aveva emesso la professione solenne.
È stato ordinato diacono il 12 luglio 2004, nella chiesa del beato ieromartire Giosafat a Leopoli, da Mychaïl Hrynčyšyn, C.SS.R., vescovo titolare di Zigri ed esarca apostolico per i fedeli ucraini di rito bizantino residenti in Francia; ha svolto il servizio diaconale nella missione di Berdjans'k, nell'oblast' di Zaporižžja, da marzo ad aprile dell'anno seguente. Al termine del percorso, venticinquenne, ha ricevuto l'ordinazione sacerdotale il 3 maggio 2005, a Leopoli, per imposizione delle mani di Ihor Voz'njak, C.SS.R., vescovo titolare di Nisa di Licia ed ausiliare di Leopoli degli ucraini.

### Ministero sacerdotale
Poco dopo gli è stato affidato il primo incarico pastorale, venendo inviato in Russia, dove è stato missionario presso la parrocchia della Madre di Dio del Perpetuo Soccorso a Prokop'evsk, in Siberia, per un biennio.
Il 10 marzo 2007 è stato richiamato in patria, dove è stato nominato incaricato della pastorale giovanile nella parrocchia della Madre di Dio del Perpetuo Soccorso ad Ivano-Frankivs'k; il 1º novembre 2008 è stato promosso parroco della medesima chiesa e nominato al contempo superiore del monastero di San Giuseppe, ricoprendo tali uffici fino al 1º agosto 2010. In seguito è stato nominato economo della provincia redentorista di Leopoli fino al 30 dicembre 2014, mentre dal 31 gennaio al 26 aprile dell'anno dopo ha prestato servizio nei monasteri di Leopoli ed Ivano-Frankivs'k.
Infine è stato inviato negli Stati Uniti d'America come vicario parrocchiale nella chiesa di San Giovanni Battista a Newark, dove è rimasto dal 27 aprile 2015 fino alla promozione all'episcopato.

### Ministero episcopale e cardinalato

Stemma come vescovo

Il 15 gennaio 2020 papa Francesco lo ha nominato, quasi quarantenne, 3º eparca dei Santi Pietro e Paolo di Melbourne degli ucraini, comprendente tutti i fedeli della Chiesa greco-cattolica ucraina in Australia, Nuova Zelanda ed Oceania; è succeduto al settantaseienne confratello Peter Stasiuk, dimissionario per raggiunti limiti d'età; in quel momento era uno dei vescovi più giovani del mondo. Ha ricevuto la consacrazione episcopale il 7 giugno successivo, nella cattedrale di San Giorgio a Leopoli, per imposizione delle mani di Svjatoslav Ševčuk, arcivescovo maggiore di Kiev-Halyč degli ucraini, assistito dai co-consacranti Voz'njak, arcieparca metropolita di Leopoli degli ucraini e che già lo aveva ordinato sacerdote, e Petro Loza, C.SS.R., vescovo titolare di Panio ed ausiliare di Sokal'-Žovkva degli ucraini. Come suo motto episcopale ha scelto ПРЕСВЯТАЯ БОГОРОДИЦЕ, СПАСИ НАС, che tradotto vuol dire "Santissima Madre di Dio, salvaci".
A causa delle rigide restrizioni di quarantena imposte dal governo australiano durante la pandemia di COVID-19, non ha potuto giungere immediatamente al luogo del suo ministero, ma è arrivato solo nel maggio dell'anno seguente. Ha preso possesso dell'eparchia il 12 luglio 2021, solennità dei Santi Pietro e Paolo secondo il calendario giuliano, durante una cerimonia presieduta da Peter Andrew Comensoli, arcivescovo metropolita di Melbourne, svoltasi nella cattedrale dei Santi Pietro e Paolo a Melbourne.
Il 6 ottobre 2024, al termine dell'Angelus, papa Francesco ha annunciato la sua creazione a cardinale nel concistoro del 7 dicembre successivo; a soli quarantaquattro anni, è divenuto il membro più giovane del Collegio cardinalizio. Durante la cerimonia, svoltasi nella basilica di San Pietro in Vaticano, gli sono stati conferiti il koukoulion (al posto della berretta riservata ai cardinali di rito latino), l'anello e il titolo presbiterale di Santa Sofia a Via Boccea, vacante dal 31 maggio 2017, giorno della morte del connazionale Ljubomyr Huzar, M.S.U., arcivescovo maggiore emerito di Kiev-Halyč degli ucraini. Il 22 giugno 2025 ha preso possesso del titolo.
Il 7 e 8 maggio 2025 ha partecipato come cardinale elettore al conclave che ha portato all'elezione di papa Leone XIV. E' stato il porporato più giovane ad avervi preso parte.

## Genealogia episcopale
La genealogia episcopale è:
- Patriarca Geremia II Tranos
- Arcivescovo Michal Rahoza
- Arcivescovo Hipacy Pociej
- Arcivescovo Iosif Rucki
- Arcivescovo Antin Selava
- Arcivescovo Havryil Kolenda
- Arcivescovo Kyprian Žochovs'kyj
- Arcivescovo Lev Zaleski
- Arcivescovo Jurij Vynnyc'kyj
- Arcivescovo Luka Lev Kiszka
- Vescovo György Bizánczy
- Vescovo Inocențiu Micu-Klein, O.S.B.M.
- Vescovo Mihály Emánuel Olsavszky, O.S.B.M.
- Vescovo Vasilije Božičković, O.S.B.M.
- Vescovo Grigore Maior, O.S.B.M.
- Vescovo Ioan Bob
- Vescovo Samuel Vulcan
- Vescovo Ioan Lemeni
- Arcivescovo Spyrydon Lytvynovyč
- Arcivescovo Josyf Sembratowicz
- Cardinale Sylwester Sembratowicz
- Arcivescovo Julian Kuiłovskyi
- Arcivescovo Andrej Szeptycki, O.S.B.M.
- Cardinale Josyp Ivanovyč Slipyj
- Cardinale Ljubomyr Huzar, M.S.U.
- Arcivescovo Ihor Voz'njak, C.SS.R.
- Arcivescovo Svjatoslav Ševčuk
- Cardinale Mykola Byčok, C.SS.R.